# Артемьева, Людмила Викторовна
Людми́ла Ви́кторовна Арте́мьева (род. 10 февраля 1963, Дессау, ГДР) — советская и российская актриса театра, кино и телевидения, телеведущая. Заслуженная артистка России (1997).
Известна зрителям по телесериалам «Сваты», «Таксистка», «Кто в доме хозяин?» и «Сватьи».

## Биография
Родилась 10 февраля 1963 года в Дессау.
В 1986 году окончила Театральное училище имени Б. Щукина (мастерская М. Р. Тер-Захаровой), однокурсниками были Александр Бобровский, Сергей Жигунов, Александр Симонец.
Впервые на экранах телевидения дебютировала в 1986 году в школьном фильме «Очень страшная история». Стала популярна после главных ролей в телесериалах «Таксистка» (2004—2007), «Кто в доме хозяин?» (2006—2008), «Сваты» (2008—2021), «Монтекристо» (2008—2009) и «Сватьи» (2014—2015).
Актриса театра «Ленком» (1986—2003).
Участвовала в телеиграх «Слабое звено» и «Русская рулетка» на Первом канале.

## Семья
Отец — Виктор Филиппович Артемьев, военный.
Мать — Мария Авдеевна Артемьева, певица, позже — спортсменка, а затем — домохозяйка.

## Личная жизнь
Была замужем за актёром Сергеем Парфёновым (род. 8 октября 1958, Таллин, Эстонская ССР, СССР).
Дочь Екатерина окончила Литературный институт имени А. М. Горького по специальности «переводчик немецкого языка».

## Общественная позиция
Активная сторонница организации «Возрождение. Золотой Век», характеризующейся рядом экспертов как тоталитарная секта.
В 2014 году поддержала аннексию Крыма Россией. В 2016 году ей был запрещён въезд на территорию Украины на 3 года в связи с посещением Крыма.

## Творчество

### Роли в театре
Ленком
1. «Диктатура совести» — Надя (защитница)
2. «Жестокие игры» — девушка, не похожая на ангела
3. «Мудрец» — Машенька / Мамаева
4. «Поминальная молитва» — Годл
5. «Бременские музыканты» — Королева / Атаманша
6. «Безумный день, или Женитьба Фигаро» — Марселина
7. «Королевские игры» — экономка
8. «Варвар и еретик»
9. «Шут Балакирев» — Бурыкина
10. «Мистификация»

## Фильмография
1. 1986 — Очень страшная история — учительница
2. 1988 — Остров ржавого генерала — Светлана Одинокая
3. 1991 — Мой муж — инопланетянин — работница прачечной
4. 1993 — Альфонс — Людмила
5. 1994 — Петербургские тайны — дворовая девка / новая ключница
6. 1995 — Барышня-крестьянка — мисс Жаксон
7. 2000 — Зависть богов — работница телевидения
8. 2001 — Нина — Ольга Петрова
9. 2001 — Курортный роман — Валентина
10. 2001 — Обнажённая натура — директор училища
11. 2002 — Две судьбы — Жанна
12. 2002 — Дронго — секретарь депутата Лазарева
13. 2002 — Русские в городе ангелов — Раиса Пальгунова
14. 2003 — Козлёнок в молоке — Свиридонова
15. 2003 — С Новым годом! С новым счастьем! — Роза
16. 2004 — 33 квадратных метра — одноклассница Татьяны
17. 2004 — Даша Васильева 3 — Алиса
18. 2004 — 2007 — Таксистка — Надежда Петровна Ромашова
19. 2005 — Даша Васильева 4 — Алиса
20. 2005 — Роман ужасов — Людмила
21. 2005 — Любовь моя — Екатерина
22. 2006 — Иван Подушкин. Джентльмен сыска — Зоя
23. 2006 — 2008 — Леший — Ольга
24. 2006 — В ритме танго — ведущая
25. 2006 — Лига обманутых жён — Ольга, психолог по семейным отношениям
26. 2006 — 2008 — Кто в доме хозяин? — Антонина Петровна Лопухина, мать Даши Пироговой
27. 2007 — Снегурочка для взрослого сына — Валерия
28. 2008 — Добрая подружка для всех — Елизавета Петровна
29. 2008 — Жаркий лёд — Виолетта Константиновна, тётя Натальи
30. 2008 — Золушка 4×4. Всё начинается с желаний — Фея / соседка
31. 2008 — Монтекристо — Софья Павловна Орлова
32. 2008 — Сваты — Ольга Николаевна Ковалёва
33. 2008 — Счастливого пути — знахарка
34. 2008 — Сваты 2 — Ольга Николаевна Ковалёва
35. 2009 — Лапушки — Тамара Петровна, жена Василия Ивановича
36. 2009 — Ясновидящая — Нина Фёдоровна
37. 2009 — Сваты 3 — Ольга Николаевна Ковалёва
38. 2009 — Не надо печалиться — Эльвира
39. 2010 — Игрушки — Элла Геннадьевна, мама Анны Белкиной
40. 2010 — Сваты 4 — Ольга Николаевна Ковалёва
41. 2010 — Дворик — Софья Лужина
42. 2010 — 220 вольт любви — тётя Аня, уборщица
43. 2010 — Классные мужики — Зина Князева, мать Сени
44. 2011 — Новогодние сваты — Ольга
45. 2011 — Новогодний детектив — Изольда
46. 2011 — Няньки — мама Валентины
47. 2011 — Сваты 5 — Ольга Николаевна Ковалёва
48. 2011 — Беременный — мама Сергея
49. 2011 — Однажды в Новый год — бабушка Яры
50. 2011 — Белая ворона — Альбина Вебер
51. 2012 — Мамы — Виктория Владимировна, мама в кинотеатре
52. 2012 — Любопытная Варвара — Ирма Владимировна
53. 2012 — Сваты 6 — Ольга Николаевна Ковалёва
54. 2013 — Дублёр — Елена Сергеевна, директор музыкальной школы
55. 2013 — Пока живу, люблю — Галина Александровна
56. 2013 — Первая осень войны — женщина на шоссе
57. 2014 — 2015 — Сватьи — Нина Семёновна Мухина
58. 2016 — Помню — не помню! — мама Лизы
59. 2016 — Преступление — Анна Лаврова, мама Тани
60. 2019 — Между нами девочками 2 — Клава, Тётя Левандовского
61. 2020 — Капкан для монстра — Инга Таврина, главарь «банды амазонок»
62. 2020 — Непосредственно Каха! — мама Милены
63. 2020 — Гости из прошлого — Римма Петровна
64. 2021 — Сваты 7 — Ольга Николаевна Ковалёва
65. 2021 — Большая секунда — Анна Петровна, мама Арины
66. 2021 — Миленький ты мой — Краснопевцева
67. 2022 — Артек. Большое путешествие — Ольга Андреевна, директор лагеря «Артек»
68. 2022 — Пианистка — Зинаида Шилова
69. 2022 — Жена олигарха 2 — Тамара Васильевна, мать Василия
70. 2022 — ВСЛУХ!
71. 2023 — Баба Яга спасает мир — Баба-Яга
72. 2023 — Первокурсницы — Лидия Семёновна Демьяненко, комендант общежития
73. 2024 — Мой любимый чемпион — бабушка Саши
74. 2024 — Баба Яга спасает Новый год — Баба-Яга
75. 2024 — Купидоны — Анна Константиновна
76. 2026 — Смешарики. Сквозь вселенные — Совунья

### Киножурнал «Ералаш»
- 1995 — Выпуск № 109 (сюжет «Вещий сон»)[13] — мать Табуреткина (нет в титрах)
- 1997 — Выпуск № 121 (сюжет «Мороженое»)[14] — Ангелина Петровна, учительница русского языка
- 1998 — Выпуск № 125 (сюжет «Если долго мучиться, может быть, получится»)[15] — учительница

### Телеспектакли
- 1991 — Рудольфио (телеспектакль) — Клава

### Озвучивание мультфильмов
- 2007 — Лягушачий рай — королева / принцесса крокодилов
- 2012 — Снежная Королева — цветочница
- 2017 — Чудо-юдо — лесная ведьма

### Дублирование
- 1997 — Дон Кихот возвращается — потаскушка
- 2014 — Кот Гром и заколдованный дом — мышь Мэгги

## Вокал
- 2010 — Сваты 4 — «Жара.com»
- 2012 — Сваты 6 — «Мне ни к чему гадания»[16]

## Телевидение
- 2001—2003 — ведущая программы «Впрок» («НТВ»).[17][18]
- 2007 — судья программы «Смех без правил».
- 2013; 2015—2016 — член жюри проекта «Один в один!» (первый; третий-четвёртый сезоны) («Первый канал» и «Россия-1»).
- 2013 — член жюри проекта «Як двi краплi» («телеканал «Украина»»).
- Сентябрь 2013-2014 гг. — защитница в программе «Модный приговор» (Первый канал).

### Реклама
- 1999 — Конфеты «Рондо».
- 2000 — Продукция «Моя Семья».

### Пародии
- Людмилу Викторовну Артемьеву пародировала заслуженная артистка Нонна Гришаева в шоу «Повтори!» (в восьмом выпуске 2014 года), за что набрала 2 балла из трёх.

## Признание и награды
- «Заслуженная артистка Российской Федерации» (1997).
- Приз за лучший рекламный образ за участие в рекламе «Моя семья» (2000).
- 2004 — V Международный телекинофорум «Вместе» — Приз «Лучшая актриса» (за роль в телесериале «Таксистка»)[19].
- Премия «Телетриумф-2010» в номинации «Актриса телевизионного фильма/сериала» за работу в телесериале «Сваты».
- Премия «Телезвезда-2011» в номинации «Любимая актриса» за роль в телесериале «Сваты».
- Приз за лучшую женскую роль в спектакле «Поцелуй удачи» на фестивале «Амурская осень-2013».